# Ивановка (Хиславичский район)
Ивановка — деревня в Хиславичском районе Смоленской области России. Входит в состав Череповского сельского поселения. Население — 1 житель (2007 год). 
Расположена в юго-западной части области в 8 км к северо-востоку от Хиславичей, в 24 км западнее автодороги А141 Орёл — Витебск, на левом берегу реки Сож. В 25 км восточнее деревни расположена железнодорожная станция Васьково на линии Смоленск — Рославль. 

## История
В годы Великой Отечественной войны деревня была оккупирована гитлеровскими войсками в июле 1941 года, освобождена в сентябре 1943 года.
По данным справочников 1981,1993 годов входила в Череповский сельсовет Хиславичского района.